# Картажев, Георгий Денисович
Георгий Денисович Картажев (1907—1970) — советский хозяйственный деятель.

## Биография
Родился в 1907 году в Могилёве. Член ВКП(б).
Окончил Могилевский механический техникум.
В 1925—1941 годы — рабочий, инженер, организатор машиностроительного производства, главный технолог завода № 181.
Участник Великой Отечественной войны: главный инженер завода № 181 Наркомата судостроительной промышленности СССР.
В 1946—1962 годы — главный инженер, в 1962—1970 годы — директор Ленинградского завода «Двигатель» Министерства судостроительной промышленности СССР.
Умер в 1970 году в Ленинграде.

## Награды
- орден Отечественной войны II степени (14.9.1945)
- орден Трудового Красного Знамени (21.6.1957)
- орден Красной Звезды (18.6.1942)
- Сталинская премия второй степени (1951) — за работу в области приборостроения